# 普雷斯頓 (康乃狄克州)
普雷斯頓（英語：Preston）是一個位於美國康乃狄克州新倫敦縣的城鎮。

## 地理
普雷斯頓的座標為41°31′00″N 72°00′00″W / 41.51667°N 72.00000°W，而該地的平均海拔高度為54米（即177英尺）。

## 人口
根據2010年美國人口普查的數據，普雷斯頓的面積為82.40平方千米，當中陸地面積為80.00平方千米，而水域面積為2.40平方千米。當地共有人口4726人，而人口密度為每平方千米57.35人。